# تیم ملی بسکتبال جمهوری آفریقای مرکزی
تیم ملی بسکتبال جمهوری آفریقای مرکزی، توسط فدراسیون بسکتبال مرکز آفریقا اداره می شود.
این تیم دو بار قهرمان بسکتبال آفریقا شده است . این تیم  نخستین تیم از جنوب صحرای آفریقا بود که به جام جهانی بسکتبال راه یافت.

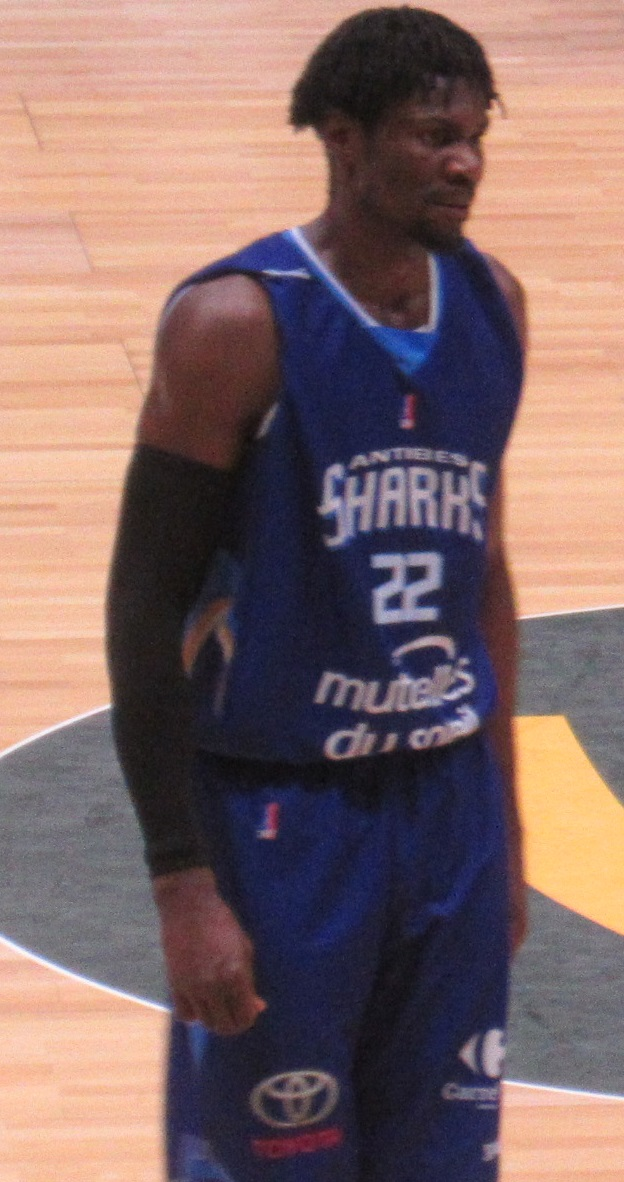
مکس کوگر سال ها عضو تیم ملی بسکتبال جمهوری آفریقای مرکزی بوده است.